# Rébellion dalécarlienne (1743)
La rébellion dalécarlienne de 1743, également connue sous le nom de quatrième rébellion dalécarlienne et de stora daldansen (en suédois : la grande danse dalécarlienne), est une rébellion qui a éclaté dans la province suédoise de Dalécarlie en 1743. Elle est causée par le mécontentement des paysans à l'égard du « gouvernement des seigneurs » pendant l'ère de la liberté. Ce mécontentement est le plus fort en Dalécarlie, en partie parce que les Chapeaux ont introduit des restrictions au libre-échange des marchandises des Dalécarliens avec la Norvège voisine, mais surtout à cause de la guerre russo-suédoise de 1741-1743 pour laquelle les paysans ont dû fournir des soldats. Il s'agit du dernier grand soulèvement en Suède à avoir débuté dans les zones rurales.

## Contexte
Au moment de la révolte, le mécontentement à l'égard du système parlementaire est largement répandu parmi la paysannerie, qui considère que ses représentants au Riksdag des États sont impuissants face aux trois autres États, et que les monarques de la monarchie absolue écoutaient davantage leurs plaintes. Une épidémie et une famine après la mauvaise récolte de 1742, causée par l'interdiction du commerce avec la Norvège, ont augmenté le mécontentement, tout comme la bataille de Villmanstrand dans laquelle le régiment de Dalécarlie a subi de lourdes pertes. 
Le mécontentement vise plus particulièrement la crise de la succession au trône liée au fait que Frédéric Ier de Suède n'a pas d'enfants. L'idée que l'élection de Pierre de Holstein-Gottorp, petit-fils d'Edwige-Sophie de Suède et neveu de l'impératrice Élisabeth de Russie, mettrait fin à la guerre et permettrait de modifier la Constitution s'est répandue en Dalécarlie, où la paysannerie est prête à l'imposer par une révolte. Après que Pierre est devenu héritier du trône de Russie, le prince héritier Frédéric V du Danemark devient le candidat préféré de la paysannerie.
Au cours de l'été 1742, des émeutes et une opposition à la conscription se produisent dans plusieurs provinces de Suède. Le mécontentement des soldats s'accroît aussi. Le 8 mars 1743, les représentants de la paysannerie exposent leurs revendications au Riksdag et demandent l'arrêt de la conscription, la punition des généraux responsables de la bataille de Villmanstrand et l'élection du prince héritier Frédéric de Danemark comme héritier du trône. Leurs demandes sont refusées.

## Rébellion
Si la rébellion dans le Hälsingland est maîtrisée, une rébellion ouverte éclate en Dalécarlie le 30 mai, et le 11 juin, une armée rebelle marche de Dalécarlie vers la capitale Stockholm. Ils emmènent avec eux le gouverneur du comté et quelques fonctionnaires comme prisonniers, mais maintiennent une bonne discipline pendant leur marche. Ils sont par la paysannerie des régions qu'ils traversent et sont rejoints par des centaines de partisans. Certaines villes, comme Uppsala, les soutiennent, tandis que d'autres, comme Sala, ne le font pas et les obligent à payer leur approvisionnement.
Le 19 juin, un accord est conclu lors de la conférence de paix avec l'impératrice russe : Adolphe-Frédéric de Holstein-Gottorp est élu héritier du trône de Suède en échange de la restitution de la province suédoise de Finlande. Le 20 juin, l'armée rebelle entre pacifiquement dans la capitale Stockholm, après que le roi a ordonné qu'aucun coup de feu ne soit tiré par la garnison. Le gouvernement tente en vain de persuader les rebelles d'accepter l'élection du nouvel héritier. Le 22 juin, les rebelles sont encerclés par plusieurs régiments sur la place Gustav Adolf, à Stockholm, et reçoivent l'ultimatum de se rendre avant cinq heures ou d'être considérés comme des traîtres. Le régiment de cavalerie du Västergötland attaque les rebelles qui répondent en tirant un coup de canon. L'artilleur est abattu par un officier, après quoi les rebelles attaquent les troupes régulières. Si les régiments d'Uppland et de Västmanland refusent de se battre contre les rebelles, le régiment d'Älvsborg le fait, tuant 150 rebelles et en capturant 3 000.

## Conséquences
Six des chefs de la rébellion sont condamnés à mort et exécutés. Parmi les milliers d'autres rebelles emprisonnés à Stockholm, certains sont condamnés à des amendes et à des châtiments physiques, mais la majorité est graciée après avoir prêté un serment de loyauté et que leurs paroisses ont envoyé un appel en leur faveur. Beaucoup, cependant, sont morts de maladie dans les prisons en raison des mauvaises conditions d'hygiène. 